# 1932 у літературі

## Нагороди
- Нобелівську премію з літератури отримав англійський письменник Джон Голсуорсі.

## Народились
- Аарон Аппельфельд
- Айно Первік
- Аксьонов Василь Павлович
- Александр Клуґе
- Альберт Спаджіарі
- Анна Йокаї
- Антон Гикіш
- Аронов Гелій Юхимович
- Аррабаль Фернандо
- Аскольдов Олександр Якович
- Басараб Василь Степанович
- Бачинський Роман Євгенович
- Бен Бова
- Бірімбір Вонгар
- Богдан Лебль
- Болабольченко Анатолій Андрійович
- Брюґґен Володимир Олександрович
- Будько Максим Юхимович
- Винниченко Богдан Іванович
- Відьядхар Сураджпрасад Найпол
- Віктор Телеуке
- Віктор Хара
- Вітаутас Бубніс
- Владімір Парал
- Войнович Володимир Миколайович
- Гайний Віктор Станіславович
- Геворк Ачемян
- Гей Таліз
- Гербер Алла Єфремівна
- Голованов Ярослав Кирилович
- Голуб Ярина Борисівна
- Горбань Григорій Якович
- Горенштейн Фрідріх Наумович
- Грот Юрій Іванович
- Губар Олександр Іванович
- Губка Іван Миколайович
- Гюнселі Башар
- Демидов Володимир Ізотович
- Джон Апдайк
- Дончик Віталій Григорович
- Дубас Микола Васильович
- Едо Родошек
- Еллен Берстін
- Еммануель Арсан
- Енн Баннон
- Енріке Абраншиш
- Євтушенко Євген Олександрович
- Єжи Северський
- Жак Рубо
- Жан Рікарду
- Жердинівська Маргарита Ісаківна
- Жутовський Борис Йосифович
- Жуховицький Леонід Аронович
- Засєда Ігор Іванович
- Іоанна Хмелевська
- Каарло Пентті Лінкола
- Казакова Римма Федорівна
- Камель Абу Джабер
- Капельгородська Нонна Михайлівна
- Карен Андерсон
- Карп'юк Анатолій Микитович
- Каршуков Євген Іванович
- Кетрін Патерсон
- Кіт Рід
- Ковч Іван Михайлович
- Колвілл Янг
- Корембліт Олександр Хільович
- Костиря Іван Сергійович
- Костюк Василь Іванович
- Косяченко Віктор Трохимович
- Коті Момоко
- Кочубей Юрій Миколайович
- Кулеба Григорій Іванович
- Ларрі Еванс
- Ліжія Божунга
- Лінда Рууд
- Макс Галло
- Малкольм Бредбері
- Мануель Пуїг
- Марк Фюмаролі
- Мар'ян Орлонь
- Моше Дор
- Мумін Каноат
- Мухаммед Муса Шафік
- Наталі Беббітт
- Незнанський Фрідріх Євсеєвич
- Непокупний Анатолій Павлович
- Олександр Шлаєн
- Онушко-Тиховська Лєна
- Освальд Заградник
- Осіма Наґіса
- Петер Кірхнер
- Петровський Мирон Семенович
- Петрук-Попик Георгій Михайлович
- Предраг Матвійович
- Пташников Іван Миколайович
- Путінцев Альберт Григорович
- Рамі Гаріпов
- Ребро Петро Павлович
- Рибальченко Ростислав Кирилович
- Ришард Капусцінський
- Роберт Антон Вілсон
- Роберт Вон
- Роберт Л. Форвард
- Роберт Паркер
- Рождественський Роберт Іванович
- Рябов Гелій Трохимович
- Саликов Какімбек
- Сильвія Плат
- Симанович Давид Григорович
- Сінтаро Ісіхара
- Соломон Ґоломб
- Стефанівський Павло
- Стрельченко Іван Іванович
- Танасіс Валтінос
- Тарковський Андрій Арсенійович
- Тарнавська Розалія
- Терещук Віталій Володимирович
- Ткач Михайло Миколайович
- Ткаченко Валентин Григорович
- Улановська Майя Олександрівна
- Умберто Еко
- Урсул Василь Миколайович
- Фабіян Шовагович
- Ференц Дунаї
- Філіппов Олександр Павлович
- Хайме Гарсія Аньоверос
- Хандога Григорій Семенович
- Хлопов Борис Якович
- Храмцов Володимир Федорович
- Честер Андерсон
- Шатров Михайло Пилипович
- Шаферан Ігор Давидович
- Шевченко Анатолій Якович
- Шевчук Василь Андрійович
- Щербаков Олександр Олександрович (письменник)
- Щербакова Галина Миколаївна
- Юрій Бача
- Янош Ньїрі
- Ярмолюк Микола Якович
- Яровий Юрій Євгенович
- Ярослав Велінський

## Померли
- Абрамович Володимир Якович
- Антоні Марія Альковер-і-Суреда
- Аустра Скуїня
- Ахмед Шаукі
- Бабаханян Аракел Григорович
- Васильченко Степан Васильович
- Волошин Максиміліан Олександрович
- Гаврилів Мирослав Степанович
- Гедройць Віра Гнатівна
- Генріх Карл Клам-Мартініц
- Георг Кершенштейнер
- Грін Олександр Степанович
- Густав Майрінк
- Ґадзінський Володимир Антонович
- Держирука Володимир
- Джаліл Мамедкулізаде
- Димитар Мішев
- Едгар Воллес
- Едуард Бернштейн
- Еліезер Штейнбарг
- Елізе Аун
- Ерріко Малатеста
- Запорожченко Іван Данилович
- Золтан Амбруш
- Ізабелла Августа Грегорі
- Кеннет Грем
- Кінг Кемп Жиллетт
- Конощенко Андрій Михайлович
- Левицький Модест Пилипович
- Лейзер-Дувід Розенталь
- Леопольд Зборовський
- Майроніс
- Міхал Ролле
- Морська Марія Іванівна (П'єткевич-Фессінг)
- Петеріс Стучка
- Поль Жиністі
- Рибалка Пантелеймон Якимович
- Різниченко Володимир Васильович
- Саша Чорний
- Соломон Чекізо Плаакі
- Туманішвілі-Церетелі Анастасія Михайлівна
- Улдрікіс Капберґс
- Шаповал Микита Юхимович
- Юліан Романчук

## Нові книжки
- Олдос Гакслі. Прекрасний новий світ
- Загадка Ендхауза
- Нотатки про котяче місто
- Піднята цілина (перший том)
- Подорож на край ночі
- Сни у відьминому домі
- Фенікс на мечі